# 宮里優作
宮里 優作（みやざと ゆうさく、 1980年6月19日 - ）は、沖縄県国頭郡東村出身のプロゴルファーである。東北福祉大学卒業。富士フイルム所属を経て2017年現在はフリー。血液型はA型。趣味は映画鑑賞とスポーツ観戦。

## 人物
レッスンプロである宮里優の次男で、兄の宮里聖志、妹の宮里藍（同じ誕生日）もプロゴルファーという、ゴルフ一家である。同じ沖縄県出身のプロゴルファーの宮里美香とは縁戚関係はない。父の教えの下3歳からゴルフを始め、アマチュアゴルフ界の数々のビッグタイトルを獲得する。大阪桐蔭高校同級生に福井強・水田圭介。東北福祉大学在学中には主催者推薦枠などでプロツアーにも参加し、三井住友VISA太平洋マスターズやアジア・ジャパン沖縄オープンゴルフトーナメントの2位タイなど活躍する。在学中の2002年12月にプロ宣言をし、翌年4月の東建ホームメイトカップでプロデビューを果たした。
しかしプロ転向後は、1年目からJCBクラシック仙台で2位に入るなど度々優勝争いに加わりながらなかなか優勝に手が届かず、初優勝は兄の聖志（2004年のアジア・ジャパン沖縄オープンゴルフトーナメントで初優勝）や妹の藍に遅れをとった。
2003年はアメリカPGAツアーの予選会で、第1次・第2次予選を通過するも、最終予選で涙を飲んだ。2004年は第2次予選で敗退してしまい、2005年は米国の予選会を受験しなかった。
2006年8月25日のアメリカPGAツアー・リノタホ・オープン第2日において、1ラウンドで2回のホールインワンを達成した。これは長い歴史を持つアメリカPGAツアーでも、史上2度目の快挙であった。
日本屈指の飛ばし屋であり、2007年ドライビングディスタンス3位、参考記録のトータルドライビングでは2006年、2007年に1位を獲得しているため、飛ばしながらフェアウェイに乗せる率が高いという特徴を持つ。
2013年12月8日、 ゴルフ日本シリーズ最終日、最終18番ホールを2位と3打差の首位で迎えたが、ティーショットがグリーンを捉えられず、第2打もミスショットとなりラフに。傾斜が激しく3パットする選手も多いグリーンのため一転してプレーオフや逆転される可能性が出るピンチに陥るが、3打目が直接入ってチップインパーとなり、遅まきながらプロ転向11年目・33歳で悲願のツアー初優勝をメジャー大会で飾った。
2016年に日本ゴルフツアー選手会長に就任。
2017年には地元沖縄県で開催された日本プロゴルフ選手権でメジャー2勝目を挙げると、賞金ランキング2位で迎えた最終戦ゴルフ日本シリーズJTカップで優勝し年間4勝目とし、2000年の片山晋呉以来日本ゴルフツアー史上2人目となる最終戦での逆転で、自身初の賞金王を獲得。同時に（当時）現職の選手会長として賞金王を獲得した日本ツアー史上初めての選手となった。

## 経歴
- 1980年 - 沖縄県国頭郡東村にて、宮里優の次男として生まれる。
- 1983年頃 - 父からゴルフの手ほどきを受ける。
- 1998年 - 大阪桐蔭高校3年で日本ジュニア優勝。
- 1999年 - 東北福祉大学入学。この年、同大学のゴルフ部には星野英正が4年生で在籍していた。
- 2000年 - 日本学生優勝。同大会は2002年まで3連覇を果たす。
- 2001年 - 日本アマ優勝、日本オープンでローアマチュアを獲得。
- 2002年12月26日 - プロ転向宣言。
- 2003年 - 獲得賞金額により、主催者推薦出場試合数の上限が消滅する。その後の4試合でシード権獲得。アメリカツアー予選会でも最終予選まで進出。
- 2013年
  - 6月16日 - ツアー対象外競技の九州オープンでプロ初優勝[3]。
  - 12月8日 - ゴルフ日本シリーズJTカップで、ツアー初優勝[4]。
- 2014年4月20日 - 東建ホームメイトカップ優勝。
- 2015年11月22日 - ダンロップフェニックストーナメント優勝[5]。
- 2016年1月6日 - 日本ゴルフツアー選手会の会長に就任[6]。
- 2017年
  - 4月30日 - 中日クラウンズ優勝[7]。
  - 5月14日 - 地元・沖縄県で開催された日本プロでメジャー2勝目と同時に2戦連続優勝[8]。
  - 10月8日 - HONMA TOURWORLD CUPで1999年の日本ゴルフツアー機構発足以来史上初となる初日からの72ホールノーボギー、一度も首位を譲ることなく完全優勝[9]。
  - 12月3日 - ゴルフ日本シリーズJTカップでシーズン4勝目。前週まで賞金ランキング1位だった小平智を逆転し、初の賞金王を獲得。現職の選手会長が賞金王を獲得するのはツアー史上初[2]。

## 優勝歴

### 日本ツアー (7)
| 勝数         |
| メジャー (3) |
| ツアー (4)   |

| No. | 日時           | 大会                                      | 優勝スコア             | 打差  | 2位                 |
| --- | -------------- | ----------------------------------------- | ---------------------- | ----- | ------------------- |
| 1   | 2013年12月8日  | ゴルフ日本シリーズJTカップ                | -13 (66-66-64-71=267)  | 3打差 | 呉阿順              |
| 2   | 2014年4月20日  | 東建ホームメイトカップ                    | -14 (71-66-68-65=270)  | 2打差 | 岩田寛              |
| 3   | 2015年11月22日 | ダンロップフェニックストーナメント        | -14（67-70-64-69=270)  | 2打差 | 松山英樹／ 藤本佳則 |
| 4   | 2017年4月30日  | 中日クラウンズ                            | -13 (67-65-67-68=267)  | 1打差 | 藤本佳則／ 谷口徹   |
| 5   | 2017年5月14日  | 日本プロゴルフ選手権 日清カップヌードル杯 | -12（71-66-73-66=276） | 3打差 | ブラッド・ケネディ  |
| 6   | 2017年10月8日  | HONMA TOURWORLD CUP                       | -22（61-68-65-68=262） | 3打差 | 片山晋呉            |
| 7   | 2017年12月3日  | ゴルフ日本シリーズJTカップ                | -15 (69-69-65-62=265)  | 6打差 | ショーン・ノリス    |

### その他
- 2013年 - 九州オープン